# Leniwka (dopływ Radomki)
Leniwka (Leniwa)  – rzeka, prawy dopływ Radomki o długości 15,83 km.
Rzeka płynie w województwie mazowieckim, na terenie gmin: Pionki, Jastrzębia i Głowaczów (odcinek ujściowy). Jej źródła znajdują się w okolicach wsi Żdżary (koło Jedlni). Stąd płynie na zachód, w stronę Jedlni. Za wspomnianą miejscowością skręca na północ, płynąc środkiem polany jedleńskiej. Jej dolny odcinek jest przede wszystkim leśny, gdyż przepływa przez tereny Kozienickiego Parku Krajobrazowego. W tym miejscu wokół rzeki utworzono Rezerwat przyrody Leniwa. Po odcinku puszczańskim wpływa w obręb doliny Radomki, do której uchodzi za Stawami Grądy (Grondy). Prawymi dopływami Leniwki są Roścień, Rzekietka, Ostrownica, Narutówka, a lewymi Jedlnianka, Dobra, Ćwiertowa i Jedlonka.
Na polanie jedleńskiej rzekę cechuje bieg uregulowany, podobnie jest w obrębie doliny Radomki. W miejscach tych płynie przez podmokłe łąki. Bardziej dziki bieg rzeki, meandrujący i porośnięty wieloma gatunkami drzew znajduje się na odcinku biegnącym przez Puszczę Kozienicką (między Stokami a Lewaszówką).

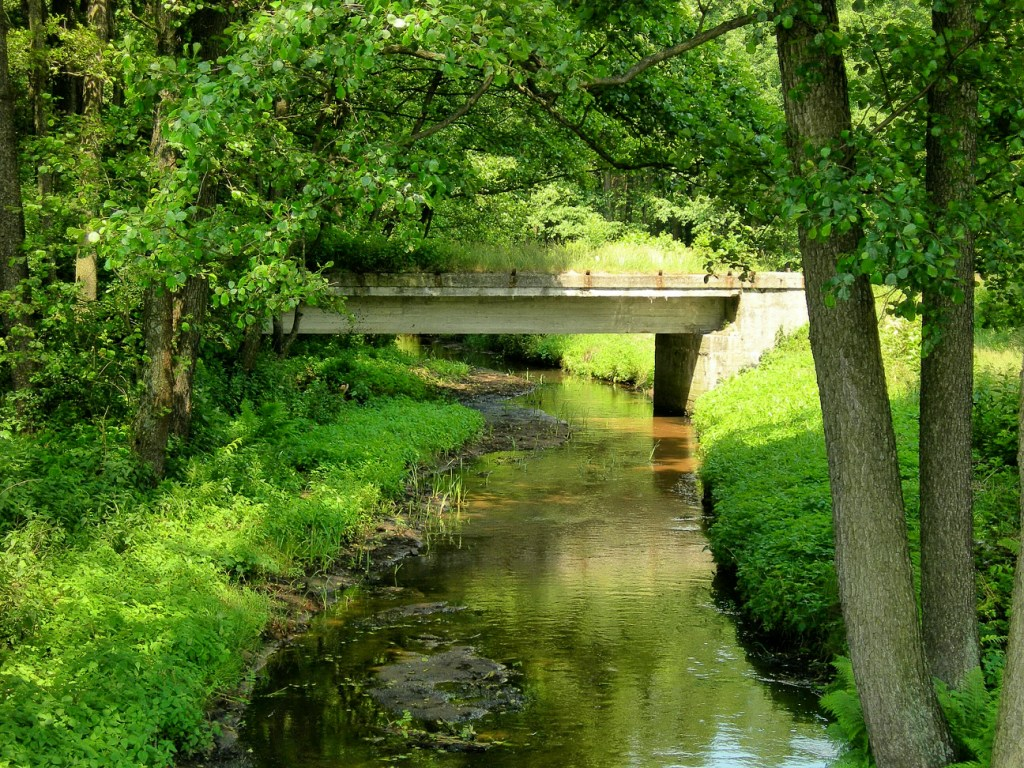
Most dawnej kolejki wąskotorowej nad Leniwką

Leniwka wraz z dopływami w przeszłości odgrywała znaczącą rolę w życiu gospodarczym okolicznych wsi. Na rzece istniał młyn położony w Jaroszkach, będących dawną osadą młyńską. Poruszała ona również hutę szkła w Stokach i Hucie oraz fajansiernię w Jedlni, które zostały założone w 1841 roku przez właściciela majoratu jedleńskiego, rosyjskiego gen. Aleksandra Bezaka (ziemie te zostały mu nadane jako nagrodę za zasługi w tłumieniu powstania listopadowego). Nad jej brzegami w czasie ostatnich dwóch wieków rozegrało się wiele krwawych wydarzeń historycznych, w tym bitwy z czasów powstania styczniowego (1863-1864) oraz II wojny światowej (1939-1945).